# Michael Reinartz (Ruderer)
Michael Heinrich Reinartz (* 24. Dezember 1928 in Köln; † 20. Januar 2001 ebenda) war ein deutscher Ruderer.

## Biografie
Michael Reinartz wurde 1952 Deutscher Meister mit dem Achter. Beim Deutschen Meisterschaftsrudern 1953 gewann er Silber im Vierer ohne Steuermann und Gold im Vierer mit Steuermann.
Des Weiteren nahm Michael Reinartz an den Olympischen Sommerspielen 1952 in Helsinki teil. Zusammen mit seinen Brüdern Anton und Stefan sowie Hans Betz, Peter Betz, Roland Freihoff, Heinz Zünkler, Anton Siebenhaar und Steuermann Hermann Zander wurde er in der Regatta mit dem Achter Fünfter.